# Luteru Tolai
Pour les articles homonymes, voir Tolai (homonymie).
Pas d'image ? Cliquez ici

a Compétitions nationales et continentales officielles uniquement.

b Matchs officiels uniquement.
Dernière mise à jour le 1 février 2024.
Luteru Tolai, né le 1er juin 1998 en Nouvelle-Zélande, est un joueur international samoan de rugby à XV évoluant au poste de talonneur.

## Carrière

### En club
Luteru Tolai est né en Nouvelle-Zélande, d'un père d'origine samoane et d'une mère d'origine cookienne. Il grandit dans la région d'Auckland, et commence à jouer au rugby à XV à l'âge de quatre ans avec le Ponsonby RFC. Il se forme dans un premier temps au poste de centre.
À l'adolescence, il rejoint l'établissement scolaire du St Peter's College d'Auckland. Il est alors replacé au poste de troisième ligne centre, et joue à ce poste au sein du championnat scolaire local,. Néanmoins, à cause de sa taille, il est incité à changer de poste une nouvelle fois pour celui de talonneur. D'abord réticent, il y est finalement contraint lorsqu'il est sélectionné pour jouer à cette position avec l'équipe des moins de 18 ans des Blues.
Après le lycée, Tolai rejoint l'Academy (centre de formation) de la province de North Harbour, tout en travaillant à côté comme maçon. Avec North Harbour, il dispute le tournoi national des moins de 19 ans en 2017. Il joue également au sein du championnat amateur provincial de North Harbour avec le Northcote Rugby Club, et remporte la compétition en 2017.
En 2018, il est retenu dans l'effectif senior de North Harbour pour disputer le National Provincial Championship (NPC). Il joue son premier match au niveau professionnel le 25 août 2018 contre Waikato. Lors de sa première saison, il joue six matchs comme remplaçant, restant derrière le All Black et capitaine James Parsons dans la hiérarchie du poste de talonneur.
Au début de l'année 2019, il joue avec l'équipe A (réserve) de la franchise des Blues. Plus tard la même année, il profite de la blessure de Parsons pour considérablement augmenter son temps de jeu avec North Harbour, disputant dix rencontres, dont sept titularisations,.
Après cette deuxième saison réussie au niveau provincial, il fait partie du groupe élargi de la franchise des Blues pour la saison 2020 de Super Rugby. Profitant toujours de l'absence de Parsons, il dispute son premier match de Super Rugby le 29 février 2020 contre les Stormers. Il joue un total de cinq matchs lors de la saison, tous comme remplaçant.
Lors de la saison 2020 de NPC, il se distingue en inscrivant sept essais en dix matchs, et termine la compétition comme l'un des avants ayant marqué le plus d'essais,.
En 2021, il fait à nouveau partie du groupe élargi des Blues, et obtient cette fois davantage de temps de jeu,. Il est titularisé pour la première fois en Super Rugby le 14 mars 2021 contre les Highlanders. Il joue finalement six matchs lors du Super Rugby Aotearoa, dont cinq titularisations. 
Plus tard la même année, il obtient son premier contrat à temps plein avec la nouvelle franchise des Moana Pasifika, pour la saison 2022 de Super Rugby. Il se partage alors le poste de talonneur avec Ray Niuia et Sam Moli, il joue neuf matchs lors de la saison, et en débute cinq. Il est conservé dans l'effectif pour une deuxième saison en 2023. Lors de sa deuxième saison, il n'est titularisé que trois fois en dix matchs joués.
En août 2023, le club français du Biarritz olympique, jouant en Pro D2, annonce sa signature pour un contrat de deux saisons. Il y retrouve Jean-Baptiste Aldigé qui l'avait sélectionné dans l'équipe Biarritz Gavekal lors du tournoi de rugby à 10 de Hong Kong en 2019.

### En équipe nationale
Luteru Tolai est sélectionné pour la première fois avec l'équipe des Samoa en octobre 2022, pour participer à la tournée de novembre en Europe. Il connaît sa première sélection le 19 novembre 2022 contre l'équipe de Roumanie,.
En juin 2023, il est retenu dans le groupe samoan de 40 joueurs sélectionné pour préparer la Coupe du monde 2023. Le 6 août 2023, il est annoncé au sein du groupe définitif pour participer au Mondial en France. Le 19 septembre, il doit déclarer forfait avant même d'avoir disputer la moindre minute lors de la compétition, et il est remplacé dans le groupe samoan par Ray Niuia.

## Statistiques internationales
- 3 sélections avec les Samoa depuis 2022.
- 0 point.
- Sélections par années : 1 en 2022, 2 en 2023.